# Templo de Jerusalém

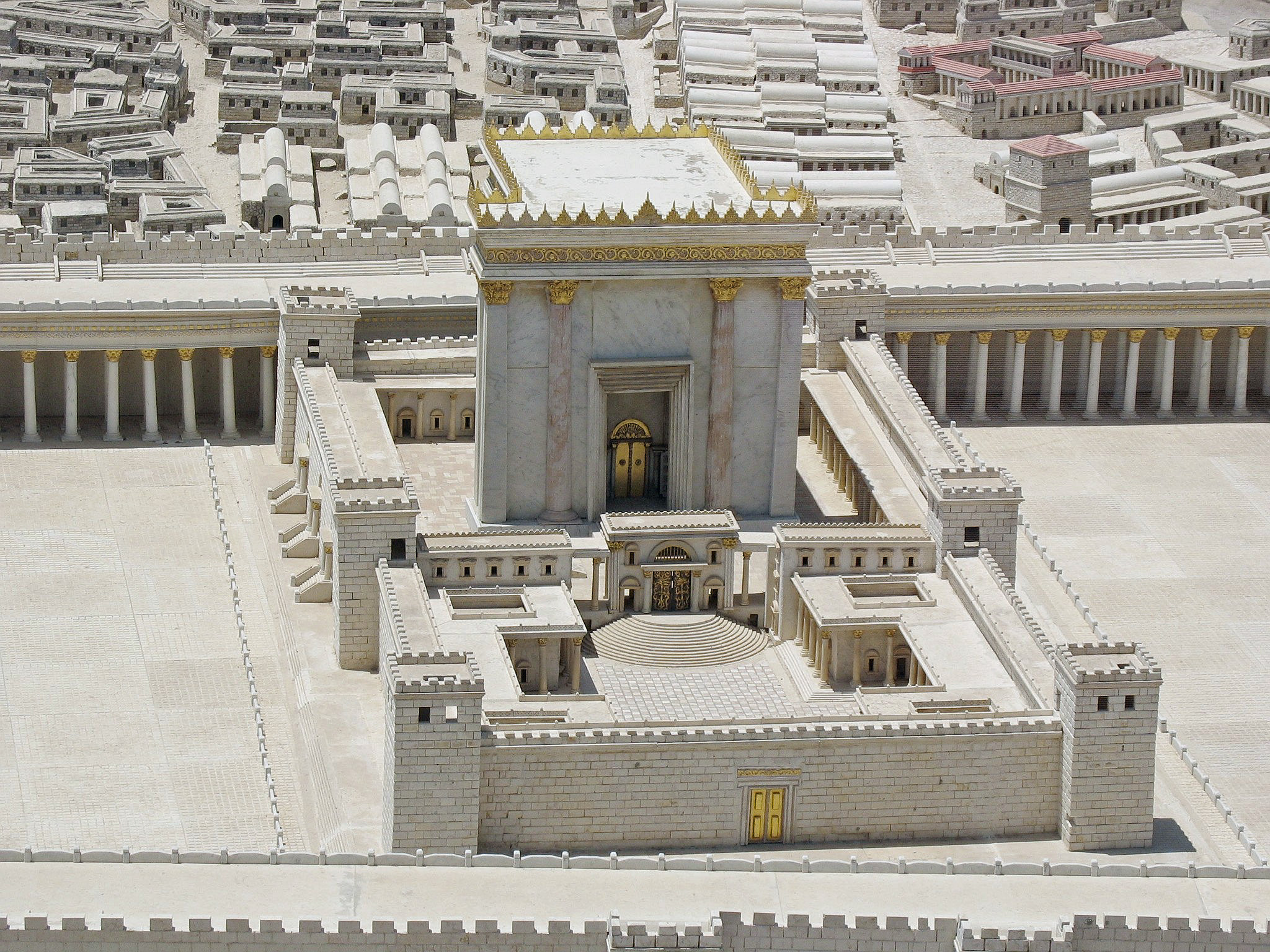
Reconstrução do templo na maquete da Terra Santa de Jerusalém, no Museu de Israel.

O Templo de Jerusalém (em hebraico:  בית המקדש, beit hamiqdash) foi uma série de construções que se localizavam no Monte do Templo na Cidade Velha de Jerusalém, o atual local do Domo da Rocha e da Mesquita Al-Aqsa. Esses templos sucessivos ficavam naquele local e funcionavam como um centro de culto e adoração do antigo povo israelita e, posteriormente, judaico. É também chamado de Templo Sagrado (Hebraico: בֵּית־הַמִּקְדָּשׁ, Hebraico moderno: Bēt HaMīqdaš, Tiberiano: Bēṯ HaMīqdāš, Asquenaz: Bēs HaMīqdoš; Árabe: بيت المقدس Beit Al-Maqdis; Ge'ez: ቤተ መቅደስ: Betä Mäqdäs).
O Tabernáculo  foi o primeiro templo usado pelos hebreus até a construção de um templo fixo. Era chamado de Templo do Senhor. Sua principal característica é que o Tabernáculo era móvel, devido à necessidade do povo se deslocar pelo deserto durante o Êxodo do Egito até a conquista da Terra Prometida.

## Etimologia
O nome hebraico dado na Bíblia hebraica para o complexo de construções é Beit YHWH, Beit HaElohim "Casa de Deus", ou simplesmente Beiti "minha casa", Beitekhah "sua casa" etc. Na literatura rabínica o templo é Beit HaMikdash, "A Casa Santificada", e apenas o Templo de Jerusalém é referido por este nome.

## História

### Primeiro Templo

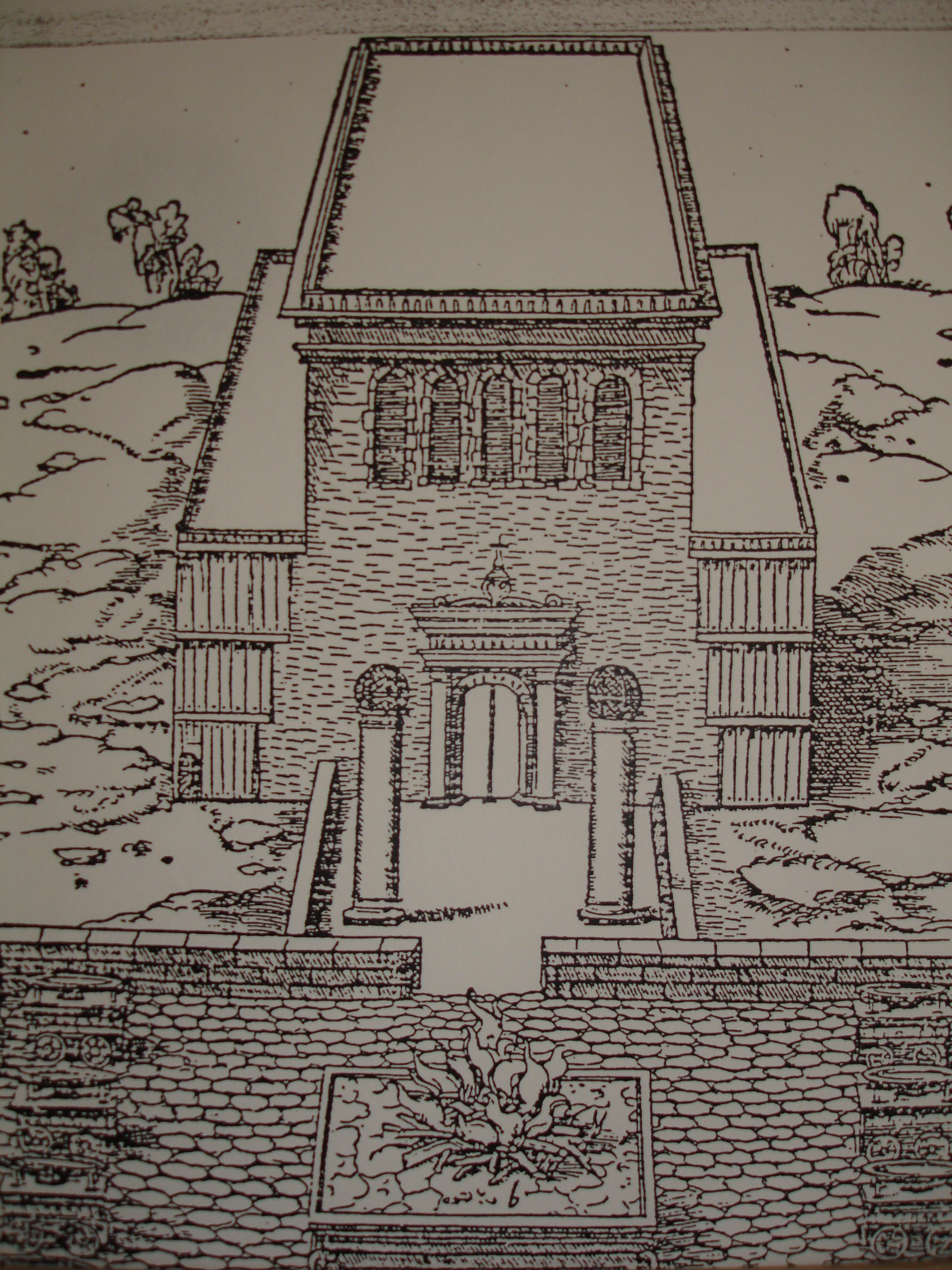
Gravura do Templo de Salomão por Francois Vatable.

O Templo de Jerusalém situava-se no cume do Monte Moriá (também chamado Monte do Templo), no leste de Jerusalém.
De acordo com a Torá (a Bíblia hebraica), o Primeiro Templo foi construído no local onde Abraão (Avraham) havia oferecido Isaque como sacrifício. O templo foi construído durante o reinado de Salomão, utilizando o material que havia sido acumulado em grande abundância por seu pai e antecessor, o Rei Davi. Após a sua construção, este permaneceu treze anos sem ser usado, por motivos desconhecidos. Foi saqueado várias vezes e acabou por ser totalmente incendiado e destruído por Nabucodonosor II, que levou todos seus tesouros para a Babilônia.
Pelos cálculos de James Ussher, a ordem para a construção do Primeiro Templo foi dada pelo Rei Davi em 1015 a.C. As fundações do templo foram lançadas em 21 de maio de 1012 a.C., no segundo dia do segundo mês (Zif), quatrocentos e oitenta anos depois da saída de Israel do Egito. A construção terminou em 1005 a.C., mas sua dedicação foi adiada até o ano seguinte, por este ser um ano de jubileu (o nono jubileu), e, segundo Ussher, exatamente três mil anos desde a criação do mundo.

### Segundo Templo

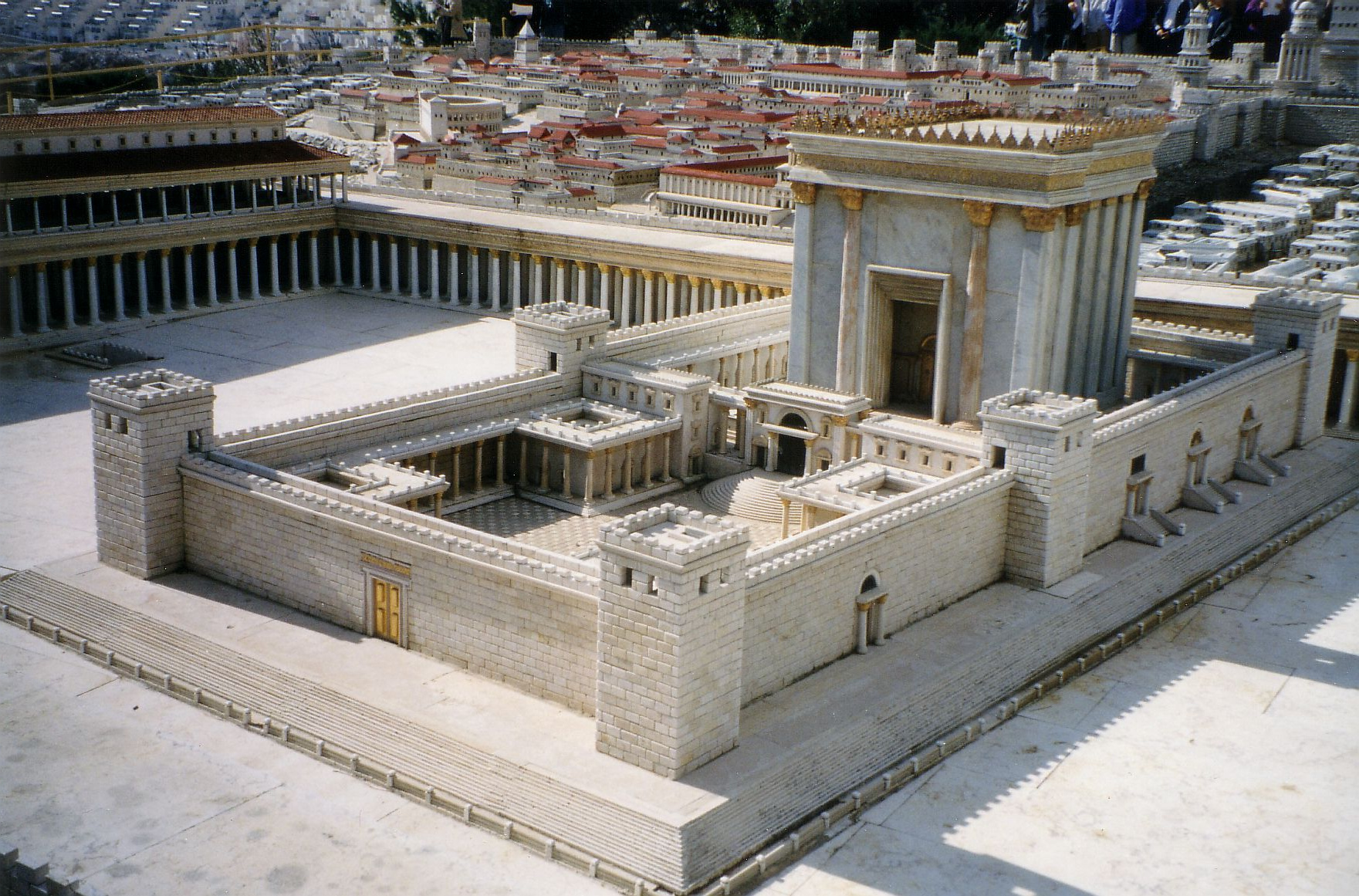
Segundo Templo.

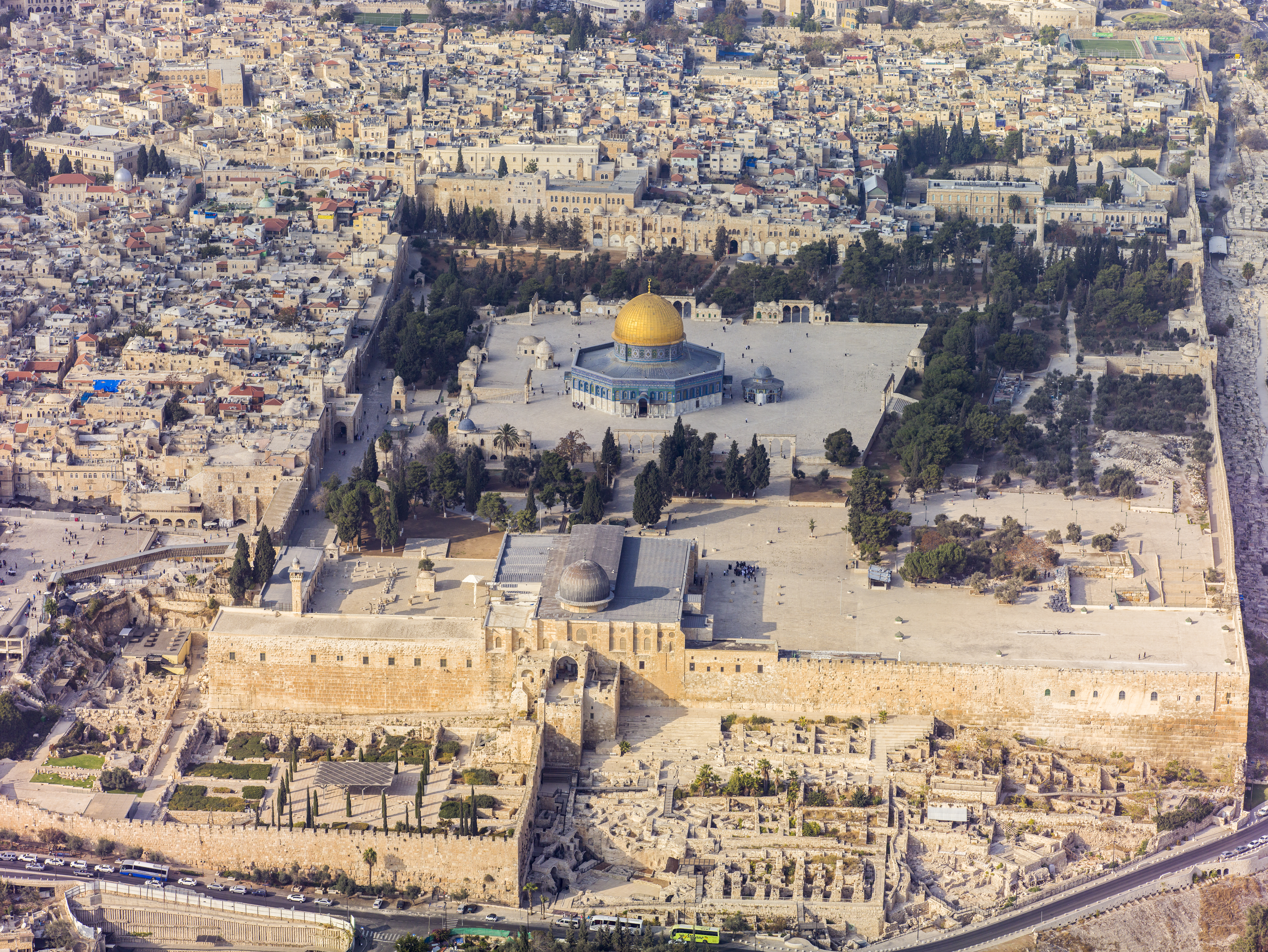
Vista aérea do Monte do Templo.

O Segundo Templo foi reconstruído após o retorno do cativeiro na Babilônia, sob orientação de Zorobabel. O templo começou com um altar, feito no local onde havia o antigo templo, e suas fundações foram lançadas em 535 a.C. Sua construção foi interrompida durante o reinado de Ciro, e retomada em 521 a.C., no segundo ano de Dario I. O templo foi consagrado em 516 a.C. Diferentemente do Primeiro Templo, este templo não tinha a Arca da Aliança, o Urim e Tumim, o óleo sagrado, o fogo sagrado, as tábuas dos Dez Mandamentos, os vasos com Maná nem o cajado de Aarão. A novidade deste templo é que havia, na sua corte exterior, uma área para prosélitos que eram adoradores de Deus, mas sem se submeter às leis do Judaísmo.
Nos 500 anos desde o retorno, o templo havia sofrido bastante com o desgaste natural e com os ataques de exércitos inimigos. Herodes, querendo ganhar o apoio dos judeus, propôs restaurá-lo. As obras iniciaram-se em 19 a.C., e terminaram em 27 d.C., contudo, é importante lembrar que, como não existe ano zero, a transição das datas a.C. e d.C. deve ter o acréscimo de um ano, pois termina no ano 1 a.C. e começa o ano 1 d.C. O templo foi destruído em 70 pelas legiões romanas comandadas por Tito, a mando do imperador Vespasiano, que sitiou e destruiu Jerusalém por acabar com a revolta judaica contra o império.

### História recente
O Monte do Templo, juntamente com toda a Cidade Velha de Jerusalém, foi capturado da Jordânia por Israel em 1967, durante a Guerra dos Seis Dias, permitindo pela primeira vez em 19 anos que os judeus visitassem novamente o Muro Ocidental do Templo. A Jordânia ocupou Jerusalém Oriental e o Monte do Templo imediatamente após a declaração de independência de Israel, em 14 de maio de 1948. Israel unificou oficialmente Jerusalém Oriental, incluindo o Monte do Templo, com o resto de Jerusalém, em 1980, sob a Lei de Jerusalém, embora a Resolução 478 do Conselho de Segurança das Nações Unidas declarou que a Lei de Jerusalém violava o direito internacional.
O Waqf muçulmano, baseado na Jordânia, possui o controle administrativo do Monte do Templo, cujo cume do Monte Moriá corresponde à região denominada Haram esh-Sherif. No centro, no local onde ficava o antigo templo, existe uma mesquita, chamada de Kubbet es-Sahkra (Domo da Rocha) ou Mesquita de Omar. No centro da mesquita existe uma rocha, onde são feitos sacrifícios.

## Localização
Existem três teorias sobre onde ficava o Templo: onde o Domo da Rocha está localizado agora, ao norte do Domo da Rocha (Professor Asher Kaufman) e a leste do Domo da Rocha (Professor Joseph Patrich da Universidade Hebraica).

## Leiaute físico
O Templo de Salomão, ou Primeiro Templo, consistia de três elementos principais, pela ordem de entrada:
1) Átrio ou Pátio exterior, onde as pessoas se reuniam para adorar (Jeremias 19:14, Jeremias 26:2);

2) Átrio ou Pátio Interior (1 Reis 6:36) ou o Átrio ou Pátio dos Sacerdotes (2 Crônicas 4:9);

3) Templo propriamente dito, este composto de:
a) Santuário maior (hekhal, Lugar Sagrado, Lugar Santo), chamado de "Casa grande" ou "Câmara maior" em 2 Crônicas 3:5 e o "Templo" em 1 Reis 6:17, e
b) Santuário menor, ou Santuário interior, dito "O Santo dos Santos (Kodesh HaKodashim)".